# Kościół Zwiastowania Najświętszej Maryi Panny w Landwarowie
Kościół Zwiastowania Najświętszej Maryi Panny w Landwarowie – katolicki kościół w Landwarowie, (Litwa). Kościół parafialny parafii Zwiastowania Najświętszej Maryi Pannie w Landwarowie.
Właściciel majątku, Władysław Tyszkiewicz, starał się o pozwolenie na budowę kościoła już w 1897, jednak bezskutecznie. Zgodę na budowę świątyni wydano dopiero w 1905. Miejscowa ludność w ciągu 10 dni wzniosła prowizoryczny budynek, a zaprojektowanie kościoła powierzono Orsino Bongiemu i Arrigo Boito, zamawiając kościół mający być repliką mediolańskiego kościoła Santa Maria delle Grazie. 
Budowę rozpoczęto w 1910, lecz z powodu trudnej sytuacji politycznej i finansowej zmieniono plany i kościół zbudowano według projektu Stefana Narębskiego. Pierwszy etap budowy zakończono poświęceniem kościoła w 1926.
W latach 1927–1934 wykonywano drobne prace oraz wybudowano wysoką wieżę. Po śmierci Władysława Tyszkiewicza przy kościele wybudowano kaplicę grobową. W 1942 rozpoczęto ozdabianie ścian wewnątrz kościoła. Zastosowano polichromie, freski oraz sgraffito. Kierownikiem artystycznym tych prac był Jerzy Hoppen. W 1955 kościół został konsekrowany przez Kazimierasa Paltarokasa.
Neoromańska świątynia, wzorowana na mediolańskim kościele Santa Maria delle Grazie jest bazyliką o trzech nawach, na planie zbliżonym do kwadratu, z wielobocznie zamkniętym prezbiterium, zbudowaną z żółtoczerwonych cegieł. 
Elewacje ozdobione są lizenami, rozetowymi oknami oraz fryzem arkadowym. Na fasadzie znajdują się trzy portale w obramowaniach z bloków jasnego kamienia.
Ściany budynku wzmocnione są szkarpami. Do korpusu kościoła, w tylnej części, przylega bardzo wysoka, czworoboczna wieża.
W 2004 w kościele zamontowano nowe organy, które ufundowała Teresa Żylis-Gara, pochodząca z Landwarowa.